# جام خیریه انگلستان ۱۹۷۸
 جام خیریه انگلستان ۱۹۷۸ ، ۵۶امین رقابت سالانه مابین قهرمانان لیگ دسته اول فوتبال انگلستان و جام حذفی فوتبال انگلستان است. 
این مسابقه در تاریخ ۱۲ آگوست ۱۹۷۸ مابین تیم‌های ناتینگهام فارست و ایپسویچ تاون در ورزشگاه ومبلی لندن برگزار شده‌است. 
تیم ناتینگهام فارست در این مسابقه با نتیجه پنج بر صفر به پیروزی رسید.

## جزئیات مسابقه
| ناتینگهام فارست               | ۵ – ۰ | ایپسویچ تاون |
| ----------------------------- | ----- | ------------ |
| اونیل · ویث · لوید · رابرتسون |       |              |